# Charles Leslie
Charles Leslie foi uma escritor de Barbados que escreveu sobre a história da Jamaica. 
Leslie casou com Rebecca Tirres em 20 de Julho de 1710,em  Saint Philip, Barbados. Seu livro, A New and Exact History of Jamaica foi publicado em Edimburgo, Escócia, em 1739.